# Nagant
Fabrique d'armes Émile et Léon Nagant byla belgická zbrojařská společnost založená v roce 1859 v Liége.
Založili ji bratři Émile (* 1830) a Léon (* 1833) Nagantové a nejvýznamněji se zapsali příspěvkem k navržení ruské pušky Mosin-Nagant.
Firma byla později přejmenovaná na L. Nagant & Cie, Liége. Po smrti Léona Naganta převzali vedení firmy jeho synové Charles (* 1863) a Maurice (* 1866).
Po roce 1900 se společnost zabývala i výrobou automobilů v licenci francouzské automobilky Rochet-Schneider. Vozy Nagant vznikaly až do roku 1928. V roce 1931 firmu převzala společnost Imperia.

## Automobily
| Model          | Období výroby | Počet válců | Objem (cm³)       | Poznámka                                  |
| -------------- | ------------- | ----------- | ----------------- | ----------------------------------------- |
| prototyp       | 1896          | 2           | 565               | navrhl Raoul De Meuse                     |
| Gobron-Brillié | 1900–1904     |             |                   | Licence Gobron-Brillié                    |
| La Locomotrice | 1905–1913     | 4           | 6082              | Licence Rochet-Schneider, znám jako 24 CV |
| 24 CV          | 1907–1911     |             |                   |                                           |
| 40 CV          | 1907–1911     |             |                   |                                           |
| 14/16 CV       | 1909–1911     |             |                   |                                           |
| 10/12 CV       | 1911–1913     | 4           | 1816              |                                           |
| 35/45 CV       | 1911–1913     | 4           | 5295              |                                           |
| 8000           | 1913–1914     | 4           | 1816              | znám jako 10/12 CV                        |
| 7000 I         | 1913–1914     | 4           | 3054              | 14/16 CV                                  |
| 7000 II        | 1913–1914     | 4           | 3308              | 18/24 CV                                  |
| 9000           | 1913–1914     | 4           | 3817              | také 20/28 CV                             |
| 6000 I         | 1913–1914     | 4           | 4589              | 24/30 CV                                  |
| 6000 II        | 1913–1914     | 4           | 5295              | 30/40 CV                                  |
| 20/25 HP       | 1914–1914     | 4           | 4536              |                                           |
| 2000           | 1919–1921     | 4           | 3016              |                                           |
| 10 CV          | 1921–1922     | 4           | 1954              |                                           |
| 15 CV          | 1921–1926     | 4           | 2121              | také 1000 nebo 1000 C                     |
| 11 CV          | 1922–1923     | 4           | 2001              | následník typu 10 CV                      |
| 20 CV          | 1925–1928     | 6           | 2931              |                                           |
| Ricardo        | 1926–1928     | 6           | 1981, 2200 a 2350 |                                           |

## Revolvery
Továrna vyráběla rovněž oblíbené a spolehlivé revolvery; známé modely pocházely z let 1887, 1895 a 1910. Model Nagant M1895 byl vyráběn licenčně v Rusku a široce používán v carské ruské armádě a později v Rudé armádě až do druhé světové války.